# El Arenal
El Arenal – gmina w Hiszpanii, w prowincji Ávila, w Kastylii i León, o powierzchni 27,08 km². W 2011 roku gmina liczyła 1046 mieszkańców.